# Benedikt Schmidt-Busse
Johann Benedikt „Bene“ Schmidt-Busse (* 11. November 1976 in Mettmann, NRW, Deutschland) ist ein deutscher Trainer in der Sportart Feldhockey und ehemaliger Bundesligaspieler.

## Karriere
Benedikt Schmidt-Busse erlernte im Düsseldorfer Hockey-Club 1905 e.V. das Hockeyspielen, wo er im Alter von 4 Jahren zum ersten Mal mit Ball und Schläger in Kontakt kam. In seinem Heimatverein durchlief er als Spieler alle Altersklassen der Jugend und gab 1992 sein Debüt in der 1. Herrenmannschaft des Vereins. Im April 2003 wechselte Schmidt-Busse zum Crefelder Hockey- und Tennis-Club 1890 e.V., wo er bis Oktober 2005 in der 1. Bundesliga spielte.
Schon früh interessierte sich Schmidt-Busse für die Trainertätigkeit, so dass er ab 1989 zunächst als Co-Trainer seine ersten Erfahrungen im Kinder- und Jugendhockeytraining sowie an der Seitenlinie im Düsseldorfer Hockey-Club machte und 1993 ein erstes Mal die Position des verantwortlichen Trainers in einer Kinder-/Jugendmannschaft übernahm. In den Jahren 1997 bis 2003 war Schmidt-Busse maßgeblich verantwortlich für die weiblichen Nachwuchsteams des Clubs sowie als Co-Trainer der 1. Damenmannschaft von 1997 bis 1999 bzw. als leitender Trainer in den Jahren von 1999 bis 2002 tätig. In den Jahren 2001 und 2002 war Schmidt-Busse darüber hinaus als Spielertrainer der 1. Herrenmannschaft des Clubs aktiv.
Von 2003 bis 2007 war Schmidt-Busse als Verbandstrainer im Westdeutschen Hockey-Verband für die weibliche U14 verantwortlich.
Insbesondere in der Zeit von 1989 bis 2007 waren Persönlichkeiten wie Achim van Laak (geb. Peetz), Michaela Scheibe, Volker Fried, Robert Imdahl, Dietmar Alf, Rüdiger Hänel, Bernd Schöpf, Lothar Linz, Bernhard Peters und Lutz Nordmann prägend für ihn.
Im August 2007 wechselte er als leitender Trainer der weiblichen Hockeysparte zum Rüsselsheimer Ruder-Klub 08 e.V., wo er die Nachfolge von Berthold Rauth antrat. In seine direkte Zuständigkeit fielen in dieser Zeit die 1. Bundesliga-Damenmannschaft sowie die 2. Mannschaft des Vereins, die weibliche U18 und weibliche U14.
Zeitgleich war Schmidt-Busse als Landestrainer des Hessischen Hockey-Verband für die weiblichen Landeskader wU16, wU14 sowie die Talentsichtung im U12-Bereich verantwortlich.
Im November 2012 erfolgte schließlich der Umzug nach Hamburg und zum Uhlenhorster Hockey-Club, für den Schmidt-Busse bis Ende Oktober 2024 in unterschiedlichen Rollen u. a. als leitender Trainer im männlichen Nachwuchs sowie als verantwortlicher Trainer für die 1. Bundesliga-Herrenmannschaft (2018 bis 2024) tätig war.
Für den Deutschen Hockey-Bund war Schmidt-Busse in der Zeit von 2006 bis 2007 (wU18) und 2007 bis 2012 (wU21) als Co-Trainer im weiblichen Bereich sowie von 2016 bis 2018 als Bundestrainer für die männliche U16 tätig.
In dieser Zeit arbeitete Schmidt-Busse in unterschiedlichen Konstellationen unter anderem mit Heino Knuf, Michael Behrmann, Marc Herbert, Markus Weise, Stefan Kermas, Valentin Altenburg und Kais al Saadi zusammen.
Schmidt-Busse gilt in Fachkreisen als Experte im Bereich Technikvermittlung und Entwicklung von Leistungsbereitschaft. Zahlreiche Nachwuchssportlerinnen und -sportler hat er über die Jahre in die Bundesliga und auch die Nationalmannschaften begleitet. Die prominentesten Beispiele sind Anne Schröder und Hannes Wulf Müller.

## Erfolge
Auf seinen Trainerstationen gewann Schmidt-Busse unter anderem neun Deutsche Jugend-Meisterschaften, zahlreiche Vizemeisterschaften auf Bundes- sowie Meister- und Vizemeisterschaften auf Landesverbandsebene. So gewann er beispielsweise im Winter 2008/2009 mit der weiblichen U18 des Rüsselsheimer Ruder-Klub das Triple aus Hessenmeisterschaft, Süddeutscher Meisterschaft und Deutscher Meisterschaft („Das Wunder von Dortmund“) und wiederholte dies an anderer Stelle mit der männlichen U14 des Uhlenhorster Hockey-Club im Winter 2012/2013 (Hamburger Meisterschaft, Nord-Ost-Deutscher Meisterschaft und Deutscher Meisterschaft). Fünf Jahre später brachte er mit der männlichen U18 des Uhlenhorster Hockey-Club das Kunststück des Double-Gewinns aus Feldmeisterschaft 2017 und Hallenmeisterschaft 2017/2018 zu Stande.
Des Weiteren war er unter anderem an folgenden Erfolgen beteiligt:
- Aufstiege mit den Damen des Düsseldorfer Hockey-Club in die 1. Bundesliga Feld (1998, 2000) wie Halle (1999/2000)
- Goldmedaille mit der Damen-Nationalmannschaft des Deutschen Hockey-Bund bei der Hallen-A-EM 2008, Almeria (ESP)[14]
- Goldmedaille mit der Juniorinnen-Nationalmannschaft des Deutschen Hockey-Bund bei der Feld-EM 2008, Valencia (ESP)[14]
- Deutsche Vizemeisterschaft mit der Damen-Bundesligamannschaft des Rüsselsheimer Ruder-Klub Hallensaison 2008/2009, Hamburg (GER)[14]
- Silbermedaille mit der Herren-Bundesligamannschaft des Uhlenhorster Hockey-Club in der Euro-Hockey-League 2015, Bloemendaal (NED)[21]
- Deutsche Vizemeisterschaft mit der Herren-Bundesligamannschaft des Uhlenhorster Hockey-Club Feldsaison 2014/2015, Mannheim (GER)[14]
- Bronzemedaille mit der Herren-Bundesligamannschaft des Uhlenhorster Hockey-Club beim Hallen-Europa-Cup 2018/2019, Wien (AUT)[21]
- Als Spieler: Aufstieg in die 1. Herren-Bundesliga mit dem Düsseldorfer HC (Halle 1998/1999), Deutscher Vizemeister (Feld 2003)[14] und Bronzemedaillengewinner beim Europacup (Feld 2004) mit den Bundesliga-Herren des Crefelder HTC[22]

## Privatleben
Schmidt-Busse ist seit 1. Juli 2011 mit Antonia Schmidt-Busse, geb. Boewer, verheiratet, mit der er eine Tochter und einen Sohn hat.
Die Familie lebt seit August 2012 in Hamburg.

## Qualifikationen
- Erwerb der Trainer-C-Lizenz des DSB im Jahr 2000.
- Erwerb der Trainer-B-Lizenz des DSB im Jahr 2002.
- Absolvent des Trainer-A-Lizenz-Jahrgangs des DSB 2004.
- Schmidt-Busse ist seit März 2006 Diplom-Trainer des DOSB in der Sportart Feldhockey[23].